# Нововознесенск
Нововознесенск — деревня в Очёрском городском округе Пермского края России.

## История
Известна с 1782 года. В 1908 году была построена Вознесенская единоверческая церковь, при этом населённый пункт приобрёл новые название и статус — село Нововознесенское.
27 июня 1920 года в Нововознесенске была пущена одна из первых в Уральском регионе сельских гидроэлектростанций. В 1930 году, в ходе коллективизации, был образован колхоз «Заветы Ильича», просуществовавший до января 1959 года. 12 августа 1965 года в деревне был создан совхоз «Восход». До 2019 года являлась административным центром Нововознесенского сельского поселения Очёрского района.

## География
Деревня находится в юго-западной части края, в пределах денудационной Предуральской равнины, на правом берегу реки Пихтовки, на расстоянии приблизительно 12 километров (по прямой) к юго-западу от города Очёра, административного центра округа. Абсолютная высота — 185 метров над уровнем моря.
Климат
Климат характеризуется как континентальный, с морозной продолжительной зимой и коротким тёплым летом. Средняя многолетняя температура самого холодного месяца (января) составляет −15,5 °С (абсолютный минимум — −38 °С), температура самого тёплого (июля) — 17,5 °С (абсолютный максимум — 37 °С). Продолжительность безморозного периода — 115 дней. Среднегодовое количество осадков — 441 мм.

## Население
| 2010 |
| ---- |
| 363  |

Половой состав
По данным Всероссийской переписи населения 2010 года в половой структуре населения мужчины составляли 51 %, женщины — соответственно 49 %.
Национальный состав
Согласно результатам переписи 2002 года, в национальной структуре населения русские составляли 92 % из 437 чел.

## Инфраструктура
Действуют основная общеобразовательная школа, детский сад, фельдшерско-акушерский пункт, дом культуры, библиотека и отделение связи.